# Bilovods'k
Bilovods'k (in ucraino Біловодськ?; in russo Беловодск?, Belovodsk) è un insediamento rurale ucraino (7695 abitanti) nel distretto di Starobil's'k, nell'oblast' di Luhans'k. Ospita l'amministrazione della comunità territoriale di Bilovods'k, una delle comunità territoriali dell'Ucraina.
Fino al 18 luglio 2020 è stato il centro amministrativo del distretto di Bilovods'k, abolito come parte della riforma amministrativa dell'Ucraina, che ha ridotto a otto il numero dei distretti dell'oblast' di Luhans'k. L'area del distretto di Bilovods'k è stata fusa nel distretto di Starobil's'k.
Fino al 26 gennaio 2024 Bilovods'k era classificata come insediamento di tipo urbano. Da tale data è entrata in vigore una nuova legge che ha abolito questo status e Bilovods'k è stata riclassificata come insediamento rurale,